# Serie 070 a 097 de CP
La Serie 070 a 097 fue un tipo de locomotora de tracción a vapor, utilizada por la Compañía de los Caminhos de Ferro Portugueses.

## Historia
Esta serie de locomotoras fue encomendada por la Compañía de los Caminhos de Ferro Portugueses durante la Primera Guerra Mundial. Las primeras quince unidades fueron producidas en Suiza por la empresa Société Suisse pour le Constrution de Locomotives et Machines, de Winterthur, y vinieron en dos fases, con las locomotoras 071 a 075 viniendo en 1916, y las 076 a 085 en 1920. Estas fueron las únicas locomotoras de vía ancha portuguesa en ser construidas en Suiza, siendo diseñadas por el ingeniero noruego Olaf Kjelsberg, que era el director técnico de la Société Suisse.
Otras 12 locomotoras fueron fabricadas por la firma alemana Henschel & Sohn, y vinieron a Portugal como parte de las reparaciones de la guerra alemana, habiendo entrado en servicio con la Compañía en 1929.
A finales de abril de 1944, se inició la construcción de la locomotora 070, que fue concluida el 3 de diciembre del mismo año, demorando cerca de 7 meses. Fue construida en las Oficinas Generales de Lisboa, acumulando un total de números de horas de trabajo de casi 70.000, y empleando a 450 operarios; su construcción fue dirigida por Pedro de Brion, ingeniero jefe de la División de Material y Tracción, auxiliado por los ingenieros Horta y Costa y Vasco Viana. Con el fin de acelerar la fabricación, fue empleada una caldera que sobresalía, que sería sustituida por una nueva, cuando llegasen los materiales necesarios, procedentes del extranjero. En los valores de la época, el coste total de la locomotora fue inferior a 890.000 escudos, cerca de un 25% más costosas que las últimas locomotoras de esta Serie que fueron pedidas.
Fue oficialmente inaugurada el 6 de febrero de 1945, en una ceremonia realizada en las Oficinas Generales, a la cual asistieron el ministro de Obras Públicas, Cancela de Abru, el subsecretario de estado de Obras Públicas, varios miembros de la prensa, representantes de varios sindicatos ferroviarios, y los constituyentes del Consejo de Administración de la Compañía. La ceremonia consistió en una descripción de la locomotora, por el ingeniero Pedro de Brion, seguida de discursos del administrador Fausto de Figueiredo y del Ministro de Obras Públicas; a continuación, se realizó el corte de la cinta, después del cual la máquina se puso en movimiento, entrando oficialmente en servicio.
Esta locomotora sería, posteriormente, reparada y conservada en Cascais.

## Características
Esta serie estaba compuesta por 28 locomotoras-tanque a vapor, numeradas de 070 a 097. Consideradas las locomotoras a vapor más equilibradas en Portugal, habían sido originalmente preparadas para remolcar los convoyes tranvías en la Línea de Sintra, pero llegaron a hacer todo tipo de servicios, dentro de sus capacidades. prestaron, sobre todo, servicios suburbanos y tranvías en Lisboa. Después de la electrificación de las líneas férreas de la capital, transitaron por otras zonas, destacando  Barreiro y Campanhã, y posteriormente, Contumil; remolcaron, entre otros servicios, el Sud Expresso, y los convoyes entre Coímbra y a Figueira da Foz, y en el Ramal de Lagos.
Cada locomotora contaba con una potencia de cerca de 1000 Cv, pudiendo llegar a los 80 km/h, y remolcar convoyes de carga de hasta 700 toneladas.

## Ficha técnica

### Características generales
- Tipo de locomotora: Tanque[1]
- Número de unidades construidas: 28 (070 a 097)[1]
- Fabricante: Henschel & Sohn[3][5] y SLM Winterthur[7][1]
- Entrada en servicio: 1916 a 1945[2]
- Potencia: 1000 cv[2]
- Velocidad máxima: 80 km/h[2]